# Гномон
Гномон (от гръцккото – γνώμων, „указател“) е прост древен астрономически уред – отвесен прът на хоризонтална площадка, по чиято сянка може да се измери положението (височината и посоката) на Слънцето в небето. Гномон се нарича и частта в слънчев часовник, която хвърля сянка. Тя невинаги е отвесна.